# Saunders-Roe P.192 Queen
Le Saunders-Roe P.192 Queen est un projet britannique d'hydravion à coque géant à réaction, conçu par la firme Saunders-Roe après la Seconde Guerre mondiale. Il était destiné au transport de passagers sur des vols intercontinentaux, notamment entre la Grande-Bretagne et l'Australie. Aucun prototype ne fut finalement construit, faute de financement.